# Michal Olekšák
Michal Olekšák (* 6. června 1978 Liberec) je český římskokatolický trvalý jáhen, ceremoniář, administrátor farnosti, místní politik, notář a moderátor soudní kanceláře diecézní soudu diecéze litoměřické, člen pastorační rady litoměřické diecéze.

## Životopis
Pokřtěn byl v červnu roku 1991 v kostele sv. Jana Křtitele v Liberci-Rochlicích, o rok později byl biřmován. Vyučil se instalatérem na Středním odborném učilišti stavebním, poté v tomto oboru podnikal. Maturoval na Střední škole stavební a dopravní v Liberci. Civilní službu vykonával na Biskupství litoměřickém na Dómském pahorku, kde působil jako biskupský ceremoniář a sakristián katedrály sv. Štěpána.
Pět let vedl ministranty při arciděkanském kostele sv. Antonína Velikého v Liberci, po deset let organizoval pouti v kostele Panny Marie U Obrázku. Od roku 2002 rok pracoval jako pastorační asistent na arciděkanství v Liberci, v roce 2003 byl ustanoven administrátorem v materiálních záležitostech (in materialibus) farností Křižany, Žibřidice, Rynoltice a poutního kostela ve Zdislavě, od roku 2007 farnosti Dlouhý Most. Zde začal působit nejdříve jako katecheta. V roce 2002 se oženil a začal žít v Dlouhém Mostě. Postupně se mu narodilo pět dětí.
Osm let byl redaktorem diecézního časopisu Zdislava, rok pracoval jako šéfredaktor řádového časopisu Reunion. V letech 2005 až 2007 absolvoval vzdělávací kurz pro akolyty v Litoměřicích. Poté byl přijat ke studiu teologie na Katolické teologické fakultě Univerzity Karlovy v Praze. Bakalářské studium ukončil složením státních závěrečných zkoušek, poté co v roce 2013 obhájil bakalářskou práci na téma Administrátoři in materialibus v českých diecézích.
Dne 17. května 2014 přijal v kostele Navštívení Panny Marie v Hejnicích jáhenské svěcení z rukou biskupa Jana Baxanta. Podařilo se mu ve spolupráci s obcí Šimonovice v průběhu let 2014–2015 opravit kapli Božího milosrdenství v osadě Minkovice. Oprava byla dokončena na podzim roku 2015 a otevřena po rekonstrukci byla 7. listopadu 2015. O Vánocích 2015 bylo do kaple doneseno ministranty z dlouhomostecké farnosti Betlémské světlo. V průběhu Svatého roku milosrdenství totiž dostal myšlenku zasvětit tuto kapli Božímu milosrdenství. Toto zasvěcení vykonal za přítomnosti hejtmana Libereckého kraje Martina Půty o Neděli Božího milosrdenství 3. dubna 2016 litoměřický biskup Jan Baxant.

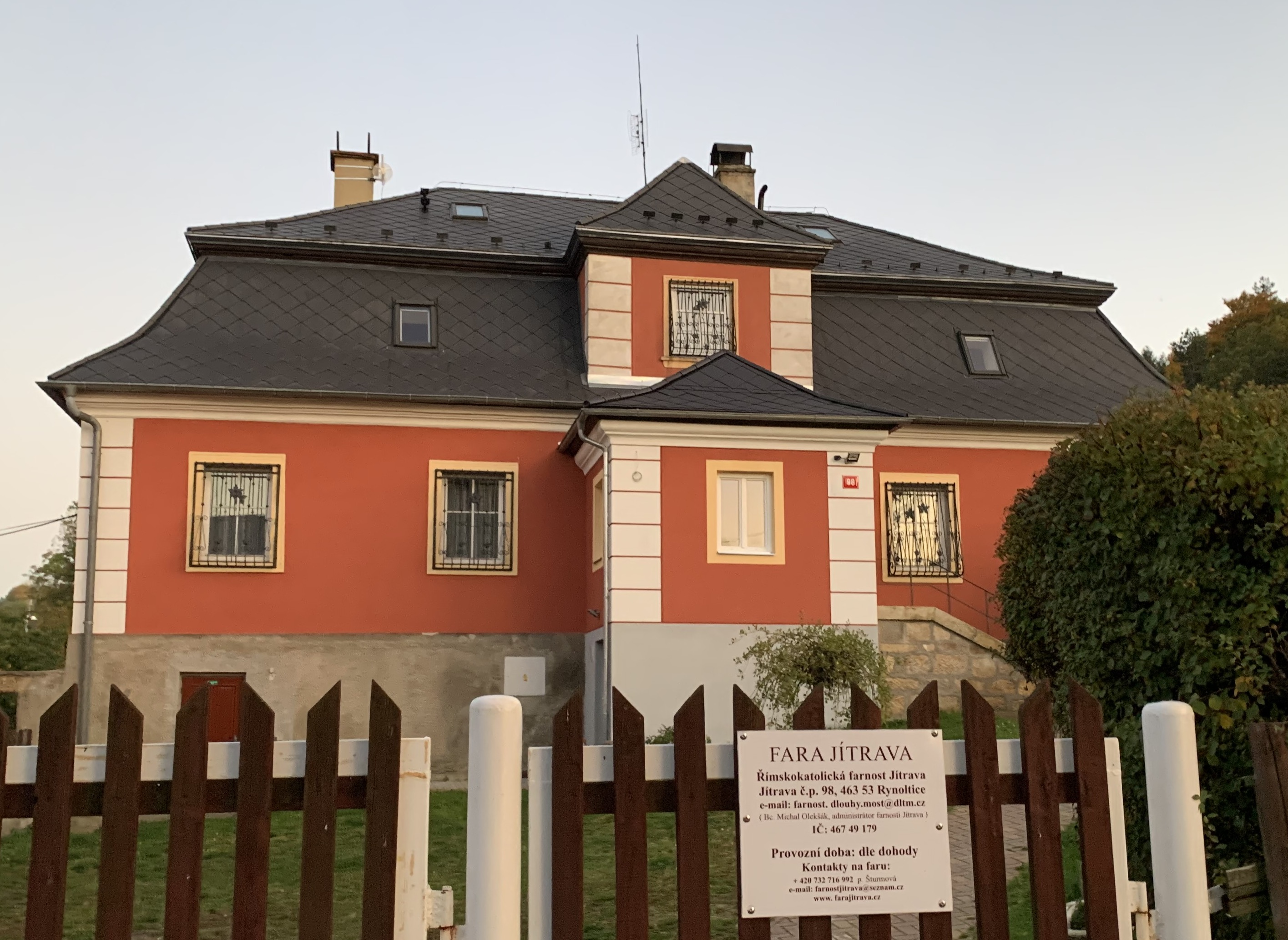
Fara Jítrava

Od začátku roku 2015 začal opravovat faru v Jítravě tak, aby její ubytovací kapacity mohly sloužit veřejnosti. Jedná se o barokní stavbu z roku 1780, která se zbytky hospodářských budov tvoří památkově chráněný areál. Stojí nedaleko jítravského kostela sv. Pankráce. Do roku 1990 sloužila výhradě pro potřeby místního faráře a farnosti, ale po vysídlení německy mluvícího obyvatelstva po skončení druhé světové války, protože nebyla obsazena knězem, začala upadat. Po sametové revoluci se požádal jablonecký děkan Antonín Bratršovský a tehdejší bohoslovec Michal Podzimek litoměřického biskupa Josefa Koukla, aby tento objekt mohl sloužit pro letní pobyty ministrantů a mladých rodin z Liberecka. Svépomocí byla fara zachráněna a o hosty se starala paní Ludmila Holčíková. Když se pak Michal Olekšák stal administrátorem farnosti, rozhodl se s podporou litoměřického biskupství pro rekonstrukci objektu, tak aby odpovídal současným standardům. Rekonstrukce trvala čtyři roky a objekt pak začal sloužit jak potřebám farnosti tak i jako ubytování pro veřejnost.
V roce 2017 byl oceněn obcí Dlouhý Most za spolupráci obce a farnosti. Obec Dlouhý Most získala v soutěži Vesnice Libereckého kraje roku 2017 diplom za propojení církve a obecního života o což se výrazně zasloužil, protože v obci působil i jako zastupitel. Na liberecku je jako trvalý jáhen známý inovativními pastoračními aktivitami jako je žehnání zvířátek a či motorkářů.
V roce 2021 nalezl jítravském v kostele sv. Pankráce, jehož je administrátorem, skleněný Boží hrob. Podobný Boží hrob se pak v regionu nachází pouze v kostele Povýšení sv. Kříže v Kunraticích u Cvikova, kde jej nalezl v roce 2021 místní duchovní správce Rudolf Repka. V rámci křišťálového víkendu v neděli 13. listopadu 2022 se na tento unikát, který Michal Olekšák slovem představil, přijel podíval i hejtman Libereckého kraje Martin Půta, který navštívil kostel sv. Pankráce poprvé. Tento skleněný Boží hrob bývá zpřístupněný pouze několikrát do roka.
Od prosince 2024 se stal vězeňským kaplanem v Liberci. 15. ledna 2025 přibyla do jeho administrativní správy in materialibus ještě farnost Vratislavice nad Nisou.